# Tuomo Siitonen

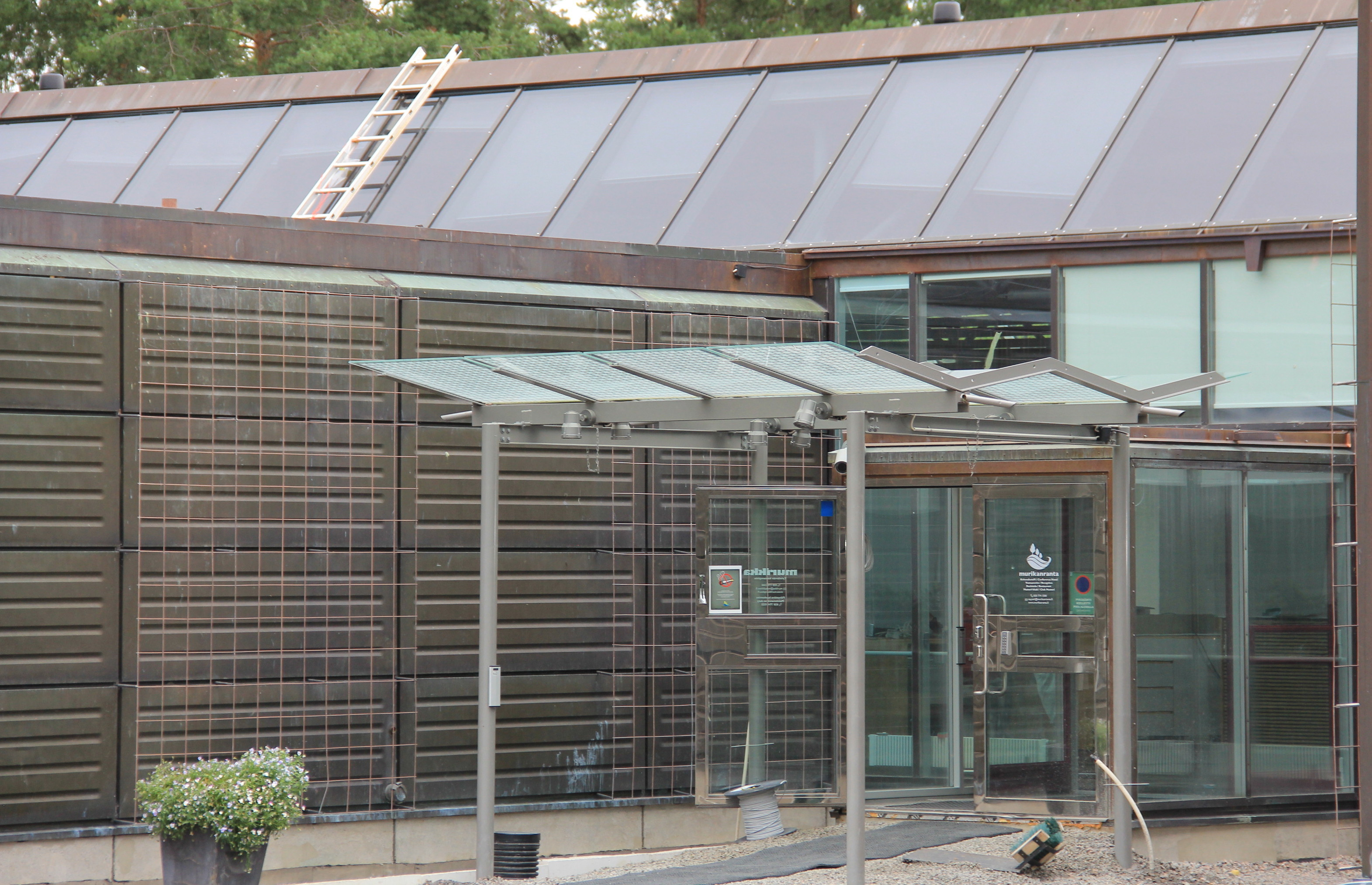
Huvudingången till Murikka

Tuomo Yrjö Ilmari Siitonen, född 12 oktober 1946 i Helsingfors, är en finländsk arkitekt.
Tuomo Siitonen nådde framgångar i arkitekttävlingar tillsammans med kollegan Pekka Helin, med vilken han hade gemensam byrå 1980–1999. Av deras projekt kan nämnas Metallarbetarförbundets kursgård  Murikka (1977) och UKK-institutet (1982), båda i Tammerfors, samt Hollola simhall (1983). Egen praktik inledde han 2000. Han har ritat bland andra Joensuu bibliotek (1992), tillbyggnaden till Finlands ambassad i Moskva (1995), Nokia research center i Helsingfors (1998), Studio Widnäs i Fiskars (1995) samt ombyggnaden av Alkos centrallager i Gräsviken till köpcentrum (2002) och Sundholmens fabrik till Helsingfors tingshus (2004).
Siitonen verkade från 1993 som professor i arkitektur vid Tekniska högskolan i Helsingfors och var gästföreläsare vid tekniska universitetet i Budapest 1992. Han har erhållit ett flertal pris i inhemska och internationella tävlingar, bland annat för Borgå nya trästadsdel på västra åstranden (1998).

## Verk i urval
- Murikka, Tammerfors kommun, 1977 (tillsammans med Pekka Helin)